# Bistrița (grad)
Bistrița (njemački: Bistritz, mađarski: Beszterce) je grad u sjevernoj Rumunjskoj, glavni grad županije Bistrița-Năsăud .

## Zemljopis
Bistrița se nalazi na 110 km sjeverozapadno od grada Cluj-Napoca, a smještena je na obali istoimene rijeke Bistrițe po kojoj je i dobila ime.

## Povijest
Prvi znaci naselja potječu iz doba neolitika, a kasnije se tu naseljavaju Dačani i Rimljani. Rudari Sasi su se tu naselili između 1141. i 1162. godine i prozvali taj kraj Nösnerland. Ubrzo nakon saskog naseljavanja, Mongoli su uništili grad prvo 1241. godine, a kasnije 1284. godine.
Bistrița je postala slobodan kraljevski grad 1330. godine. 1335. godine je dobila pravo da organizira sajmove, a iste godine je dobila i pravo na grb. Janko Hunjadi je 1453. godine na brdu iznad grada sagradio utvrđenje, a 1458. godine je Mihael Szilágyi spalio cijeli grad koji se bio pobunio protiv njegove vlasti.
Kralj Matija Korvin je 1464. godine oduzeo Bistriți titulu grofovije, iako je u to vrijeme grad bio kulturno središte okruga.
Zabilježeno je da je 1465. godine Hunjadijeva tvrđava, imala 18 kula za obranu, ali da bi pojačali obranu samog grada, tvrđava je srušena i materijal je korišten da bi se pojačali gradski zidovi. Sam grad je tada dobio 10 obrambenih kula.
1596. godine Bistrița je dobila gimnaziju. 1602. godine vojnici Giorgia Baste su zauzeli grad, 1603. zauzeo ga je Mózes Székely, 1661. su grad zauzeli Turci od kojih je oslobođen krajem istog stoljeća, 1717. godine su ga opljačkali Tatari.
Godine 1848. godine tu se odigrala prva bitka između mađarskih revolucionara i austrijskih carskih snaga, druga bitka se odigrala 21. veljače 1849. godine i mađarski revolucionari su pobijedili carsku vojsku koju je predvodio Karl Freiherr von Urban.

## Stanovništvo
Po popisu stanovništva iz 2002. godine grad ima 81.259 stanovnika, dok je prosječna gustoća naseljenosti 698 stan/km²
- Rumunji: (90,59 %)
- Mađari: (6,40 %)
- Romi: (2,40 %)
- Nijemci: (0,32 %)

## Poznate osobe
- Gabriela Szabo, atletičarka

## Gradovi prijatelji
- L'Aquila, Italija
- Besançon, Francuska
- Herzogenrath, Njemačka
- Zielona Góra, Poljska[2]
- Columbus, Georgia, SAD

## Vanjske poveznice
- Službena stranica grada

### Ostali projekti
|  | Zajednički poslužitelj ima još gradiva o temi Bistrița (grad) |